# La Chapelle-Saint-Ouen
La Chapelle-Saint-Ouen är en kommun i departementet Seine-Maritime i regionen Normandie i norra Frankrike. Kommunen ligger i kantonen Argueil som tillhör arrondissementet Dieppe. År 2022 hade La Chapelle-Saint-Ouen 143 invånare.

## Befolkningsutveckling
Antalet invånare i kommunen La Chapelle-Saint-Ouen
| Referens: INSEE |